# Hybomys planifrons
Hybomys planifrons  (Miller, 1900) è un roditore della famiglia dei Muridi diffuso nell'Africa occidentale.

## Descrizione

### Dimensioni
Roditore di piccole dimensioni, con la lunghezza della testa e del corpo tra 120 e 130 mm, la lunghezza della coda tra 91 e 104 mm, la lunghezza del piede tra 28 e 32 mm, la lunghezza delle orecchie tra 16 e 19 mm e un peso fino a 60 g.

### Aspetto
La pelliccia è ruvida. Le parti superiori sono marroni scure, con la base dei peli grigio scuro, mentre le parti ventrali sono giallo-brunastre. Una striscia nerastra si estende dalla nuca fino alla base della coda. La gola, il mento, le labbra e la parte interna degli arti anteriori sono biancastri. Le orecchie sono corte, marroni scure e ricoperte di piccoli peli. Le zampe anteriori sono marroni, il dorso dei piedi è bruno-grigiastro e ricoperto finemente di piccoli peli color ocra. La pianta dei piedi è priva di peli e nerastra. La coda è più corta della testa e del corpo, è uniformemente marrone scura e sono presenti 15 anelli di scaglie per centimetro. Le femmine hanno due paia di mammelle inguinali. Il cariotipo è 2n=35-39 FN=40-42.

## Biologia

### Comportamento
È una specie terricola, attiva principalmente di giorno.

### Alimentazione
Si nutre di termiti, scarafaggi, cavallette, lumache e parti vegetali.

### Riproduzione
Una femmina con due embrioni è stata catturata in Sierra Leone.

## Distribuzione e habitat
Questa specie è diffusa nella Guinea meridionale, Sierra Leone, Liberia e Costa d'Avorio occidentale.
Vive nelle foreste umide di pianura e montane fino a 2.250 metri di altitudine. In Guinea è presente anche in foreste secche. Sembra non tollerare il disturbo ambientale.

## Conservazione
La IUCN Red List, considerato il vasto areale e la popolazione abbondante, classifica H.planifrons come specie a rischio minimo (Least Concern).